# Шельф Сибири
Шельф Сибири — один из материковых шельфов Северного Ледовитого океана, крупнейший континентальный шельф на Земле, часть континентального шельфа России. Он простирается от берегов Евразии на 1500 км вглубь Северного Ледовитого океана. Шельф относительно мелководен, средняя глубина составляет 100 м. На территории шельфа располагается большое количество островов, крупнейшие из которых — это остров Врангеля, Новая Земля, Новосибирские острова.
Шельф окружен морями: Карским, Лаптевых, Восточно-Сибирским — и, соответственно, подразделяется на шельф Карского моря, шельф моря Лаптевых и Восточно-сибирский шельф.
На востоке он переходит в шельф Чукотского моря (Chukchi Sea Shelf), который разделяют между собой российский Дальний Восток и Аляска. На западе он переходит в шельф Баренцева моря.

Из-за подводного хребта Ломоносова Сибирский шельф разделяют на Евроазиатскую и Американо-азиатскую части.
|  |

## Флора и фауна
Новосибирский шельф богат флорой и фауной. На большей части обитает белый медведь.